# 尤努斯-別克·葉夫庫羅夫
尤努斯-別克·巴马特吉列耶维奇·葉夫庫羅夫（1963年7月23日—），現任俄罗斯联邦国防部副部長，出生於普利戈罗德内依区塔尔斯基乡，曾經參與1999年的科索沃戰爭及車臣戰爭。
在第二次车臣战争中，作为第98近卫空降师，第217近卫空降团团长，率领侦察部队发现了一栋关押有俄军战俘的房屋。在消灭了房屋周边的车臣警卫后，他的侦察部队被赶来增援的车臣部队包围，经过血战后，侦察部队成功带着俄军战俘们突围。叶夫库洛夫在受伤的情况下背着一名伤兵撤离了战场，因此被授予「俄罗斯英雄称号」。
2008年10月30日，俄羅斯總統梅德韋杰夫任命叶夫库洛夫為俄羅斯聯邦印古什共和國的第三任領導人，取代任內不受歡迎的前總統穆拉特·贾济科夫 。2009年6月22日，葉夫庫羅夫的車隊在納茲蘭遭遇伊斯兰极端分子自杀式炸弹袭击。叶夫库洛夫的司机、亲戚以及一名警察护卫均丧命。叶夫库洛夫受重伤，包括：肝创伤、严重脑震荡、断了几根肋骨，但无生命危险，昏迷了2周后苏醒。经过一系列康复治疗，于2009年9月返回印古什共和国继续总统职务。此次袭击之后，印古什共和国面临了一系列官员被暗杀的事件。
2019年6月辞去印古什共和国总统职务，同年7月受普京总统任命调任国防部任副部长，晋升中将军衔。2021年12月8日，晋升上将军衔。
2022年，叶夫库洛夫的侄子作为俄羅斯空降軍空突连连长在俄羅斯入侵烏克蘭的战争前期陣亡。